# Andrés Yllana
Andrés Roberto Yllana (Rawson, 30 luglio 1974) è un allenatore di calcio ed ex calciatore argentino, di ruolo centrocampista, tecnico dell'Aldosivi.

## Carriera
Ha iniziato la sua carriera con il Gimnasia y Esgrima La Plata, nel 1993. Ha giocato oltre 100 partite per il club prima di trasferirsi in Italia, dove ha militato nel Brescia e nel Verona.
Nel 2004 è tornato in Argentina alla sua vecchia squadra, il Gimnasia La Plata, e nel 2005 è passato al Club Atlético Belgrano di Córdoba, che alla fine della stagione 2006-2007 è retrocesso dalla Primera División argentina. Trasferitosi all Arsenal de Sarandí, vi ha militato per alcuni mesi prima di firmare per il Nueva Chicago.
Si è ritirato nel 2008.

## Palmarès

### Giocatore

#### Competizioni internazionali
- Coppa Sudamericana: 1

Arsenal de Sarandí: 2007